# Dartmouth—Cole Harbour
Pour les articles homonymes, voir Dartmouth.
Circonscription électorale fédérale du Canada
Dartmouth—Cole Harbour (précédemment connue sous le nom de Dartmouth et Dartmouth—Halifax-Est) est une circonscription électorale fédérale canadienne située dans la province de la Nouvelle-Écosse. Elle comprend les villes de Dartmouth et Cole Harbour dans la municipalité régionale d'Halifax.
Les circonscriptions limitrophes sont Halifax, Halifax-Ouest et Sackville—Eastern Shore.

## Historique
Apparue sous le nom de Dartmouth—Halifax-Est en 1966, lorsque la circonscription d'Halifax, qui fut jusqu'à présent représentée par deux députés, fut divisée en deux circonscriptions distinctes. En 1976, la ville de Bedford fut transférée dans Halifax-Ouest. Renommée Dartmouth en 1987, la circonscription fut abolie en 2004.
L'actuelle circonscription a été créée en 2004 avec une grande partie de l'ancienne circonscription de Dartmouth et une partie plus modeste de Sackville—Musquodoboit Valley—Eastern Shore.

## Députés
| Législature                            | Années       | Député | Député             | Parti                     |
| -------------------------------------- | ------------ | ------ | ------------------ | ------------------------- |
| Dartmouth—Halifax-Est issue de Halifax |              |        |                    |                           |
| 28e                                    | 1968–1972    |        | Michael Forrestall | Progressiste-conservateur |
| 29e                                    | 1972–1974    |        | Michael Forrestall | Progressiste-conservateur |
| 30e                                    | 1974–1979    |        | Michael Forrestall | Progressiste-conservateur |
| 31e                                    | 1979–1980    |        | Michael Forrestall | Progressiste-conservateur |
| 32e                                    | 1980–1984    |        | Michael Forrestall | Progressiste-conservateur |
| 33e                                    | 1984–1988    |        | Michael Forrestall | Progressiste-conservateur |
| Dartmouth                              |              |        |                    |                           |
| 34e                                    | 1988–1993    |        | Ron MacDonald      | Libéral                   |
| 35e                                    | 1993–1997    |        | Ron MacDonald      | Libéral                   |
| 36e                                    | 1997–2000    |        | Wendy Lill         | Néo-démocrate             |
| 37e                                    | 2000–2004    |        | Wendy Lill         | Néo-démocrate             |
| Dartmouth—Cole Harbour                 |              |        |                    |                           |
| 38e                                    | 2004–2006    |        | Michael Savage     | Libéral                   |
| 39e                                    | 2006–2008    |        | Michael Savage     | Libéral                   |
| 40e                                    | 2008–2011    |        | Michael Savage     | Libéral                   |
| 41e                                    | 2011–2015    |        | Robert Chisholm    | Néo-démocrate             |
| 42e                                    | 2015–2019    |        | Darren Fisher      | Libéral                   |
| 43e                                    | 2019–2021    |        | Darren Fisher      | Libéral                   |
| 44e                                    | 2021–2025    |        | Darren Fisher      | Libéral                   |
| 45e                                    | 2025–Présent |        | Darren Fisher      | Libéral                   |

## Résultats électoraux
Modèle:Élection générale canadienne de 2025 — Dartmouth—Cole Harbour
|       | Candidat            | Parti        | # de voix | % des voix |
|       | Jason Cole          | Conservateur | +07 331,  | 14,04 %    |
|       | Darren Fisher       | Libéral      | +30 355,  | 58,13 %    |
|       | (X) Robert Chisholm | NPD          | +12 758,  | 24,43 %    |
|       | Brynn Nheiley       | Vert         | +01 775,  | 3,4 %      |
| Total | Total               | Total        | 52 219    | 100 %      |

|       | Candidat           | Parti        | # de voix | % des voix |
|       | Wanda Webber       | Conservateur | +10 702,  | 24,76 %    |
|       | (x) Michael Savage | Libéral      | +15 181,  | 35,12 %    |
|       | Robert Chisholm    | NPD          | +15 678,  | 36,27 %    |
|       | Paul Shreenan      | Vert         | +01 662,  | 3,85 %     |
| Total | Total              | Total        | 43 223    | 100 %      |

|       | Candidat           | Parti        | # de voix | % des voix |
|       | Wanda Webber       | Conservateur | +09 109,  | 22,46 %    |
|       | (x) Michael Savage | Libéral      | +16 016,  | 39,49 %    |
|       | Brad Pye           | NPD          | +12 793,  | 31,55 %    |
|       | Paul Shreenan      | Vert         | +02 417,  | 5,96 %     |
|       | George Campbell    | Héritage     | +00219,   | 0,54 %     |
| Total | Total              | Total        | 40 554    | 100 %      |